# K'awill Chan
K'awill Chan eller Ix K'awill Kaan, född okänt år, död efter 722, var drottning av mayastaten Toniná 688-708. Hon var regent i Toniná 708/715-722. 
Hon var dotter till kung K’inich Tuun Chapat. 
Hon gifte sig med kung Kel'ne Hix av Toniná (d. 708), som var samregent med sin bror K’inich B’aaknal Chaak (d. 715).  
Hennes make avled 708, och hennes son kung K’inich Chuwaaj Chaak efterträdde hennes make son samregent till hennes svåger. När hennes svåger avled 715, blev hon ställföreträdande regent för sin omyndiga son fram till 722. 